# Medanići
Medanići (cyr. Меданићи) – wieś w Bośni i Hercegowinie, w Republice Serbskiej, w gminie Gacko. W 2013 roku liczyła 62 mieszkańców.